# 畝傍 (防護巡洋艦)
畝傍（うねび、旧仮名:ウ子ヒ）は、大日本帝国海軍の防護巡洋艦である。フランスで建造された最初の日本海軍軍艦で、1886年（明治19年）10月に完成、日本に回航される途中、同年12月上旬にシンガポール出発後、消息不明となった。
艦名は奈良県の畝傍山より名づけられた。
正式な艦名は「畝傍艦」である。

## 艦歴

### 計画
来る対清戦争に備えて、海軍卿川村純義により出された軍艦船増強の建議により購入された、大甲鉄艦3隻のうちの1隻。
浪速型防護巡洋艦と比較すると、本艦の外見はやや旧式な3檣バーク型機帆船である。速力は18.5ノット、甲板上に35口径24センチ砲（単装砲）4門、35口径15センチ砲（単装砲）7門、35.6センチ水上魚雷発射管4門を備える。

### 建造
1884年(明治17年)、価格153万円でフランスの地中海鉄工造船所(FCM)のル・アーヴル造船所に発注された。
同年5月27日、起工。
6月5日、日本海軍は本艦を正式に畝傍と命名した。
候補艦名は畝傍の他に、蜻蛉(あきつ)、磐余(いわれ)があった。
1886年(明治19年)4月6日、進水。

### 日本回航

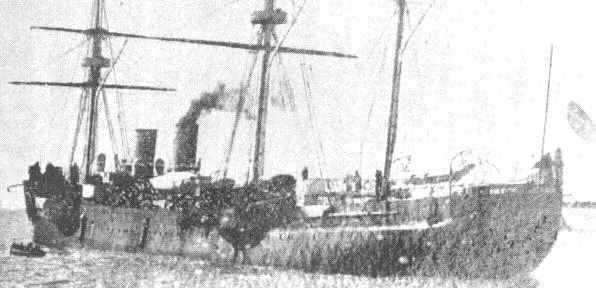
ル・アーヴル港を後にする畝傍

海軍大尉の福島虎次郎が畝傍引き取りのため渡仏したが、1886年6月30日に赤痢のため病死している。なお福島は一階級特進し、海軍少佐となった。
畝傍は同年10月16日に日本へ出発の予定だったが、風雨のために出港が2日ほど伸ばされた。
10月18日にル・アーヴルから出航したが、悪天候のため引き返し、翌日改めて出港した。「畝傍」に乗り組んでいたのは日本側が飯牟礼俊位大尉以下8名、フランス側がフエブル中尉以下76名であった。
12月3日、寄港地シンガポールを出港(12月14日から15日に横浜港到着予定)。
シンガポール出港時の乗員はフランス人79名、アラブ人火夫9名、日本人は回航員7名の他に海軍生徒1名が便乗していた。
その後、南シナ海洋上で行方不明となる。
12月下旬、甲鉄艦扶桑や海門が土佐沖から八丈島にかけての海面捜索を実施。他に通信省灯台局の「明治丸」や日本郵船の「長門丸」も捜索にあたり、
諸外国船も捜索に協力したが手がかりは得られず、謎の失踪となった。
1887年(明治20年)10月19日、亡失認定。
この時に日本人乗員の死失も認定された。

### その後
日本は軍艦の回航に保険をかけており、1,245,309円の保険金が下りたので、畝傍の代艦として巡洋艦千代田をイギリスに発注した。
また畝傍の同型艦となる予定だった防護巡洋艦秋津洲（横須賀海軍工廠建造）は、イギリス式の巡洋艦として再設計・建造されることになった。
また、日本は畝傍の建造費の残額を払う必要が無くなったが、フランスは残額を回収するため、水雷砲艦千島を建造した。しかし千島も回航中の1892年(明治25年)11月30日、瀬戸内海でイギリス商船と衝突、沈没してしまった（千島艦事件）。
なお、畝傍の名は当艦が初代であるが、この亡失により縁起が悪い名前であると言われるようになり、現状では後の艦に継承されていないため1代限りの名称となっている。

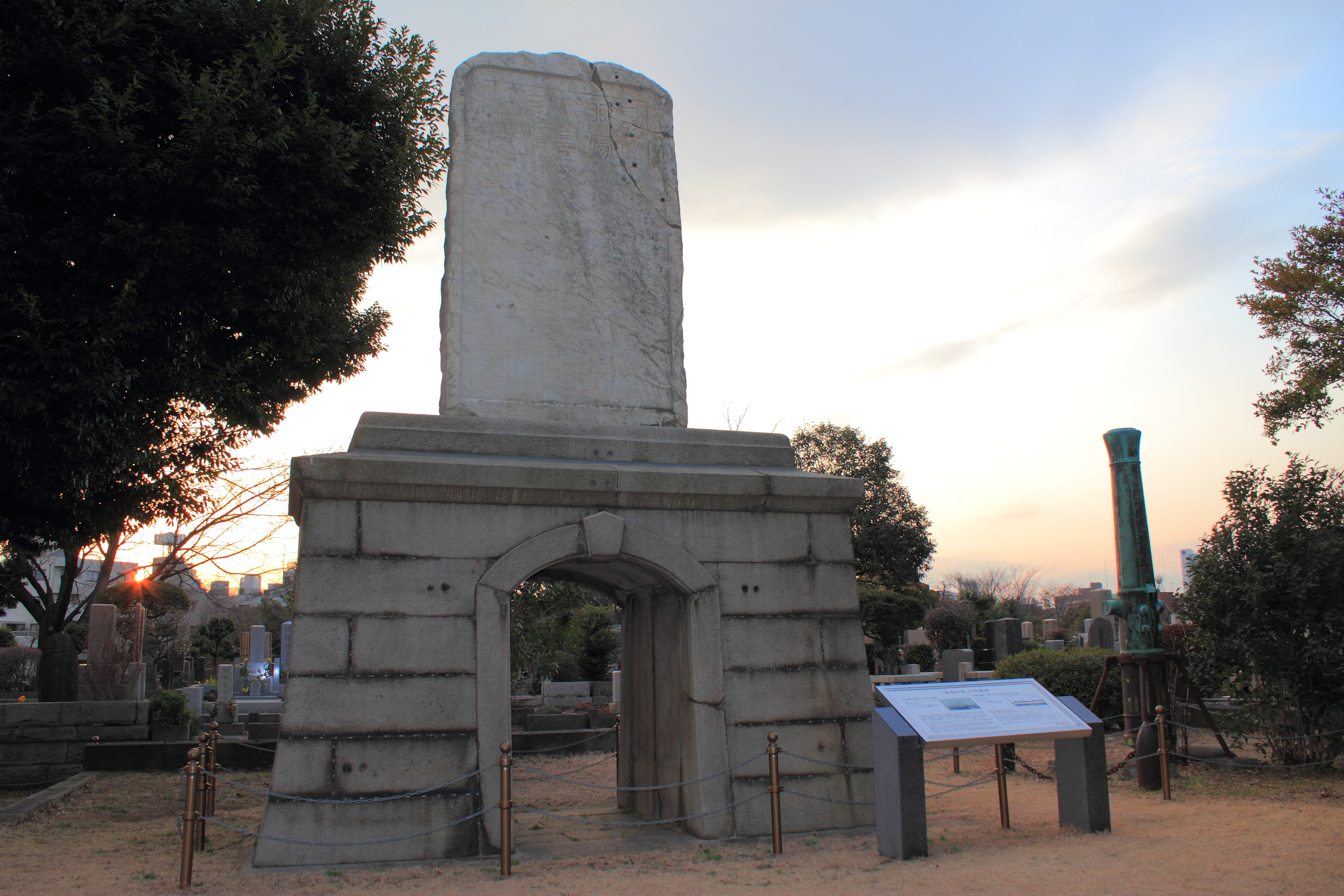
青山霊園『畝傍の森』。畝傍の記念碑(左)と千島 (通報艦)の砲身。

青山霊園に畝傍の記念碑および関係者墓地がある。

1897年7月9日付けのアメリカの新聞「モーニング・タイムズ」は、海軍と警察の調査により澎湖諸島にて約10年前に地元の漁師が打ち上げられた日本船の残骸を使って小屋を建てていたこと、そこから装飾された木片や「畝傍」と文字が刻まれた船室のドアが見つかったことを報じている。

## 消息不明の原因に関する諸説
本艦はフランス艦伝統のタンブル・ホーム(英語版)構造を採用した結果、甲板面積が狭くなり、その狭さを上部構造物を高くすることで補ったためにトップ・ヘビーで復原性が不足するという、フランス艦伝統の欠陥まで併せ持っていた。さらに三本マストに加え、日本側の意向により過大な武装を搭載したため、トップ・ヘビーと復元力不足がさらに増大しており、そのため南シナ海で設計の想定外である台風に遭遇して転覆沈没したという見方が有力である。また台風でなくとも、急に舵を切ると艦が大きく傾斜し、そこに横波を受けると復原力不足から一瞬で転覆する危険性もあった。畝傍の喪失は、日本海軍がフランス式の設計をとりやめる一因になった。
易学家の高島嘉右衛門は「（畝傍艦は）無事航行中、明日は某港に入港する」と託宣したが、入港する事はなかった。喪失当時、台風で沈没したとしても普通は何らかの漂流物が見つかるものであると考えられていたが、何も見つからなかったため、幾種もの伝説が生まれた。
「畝傍は南洋の無人島に漂着して修理している」、「畝傍は海賊に拿捕され海賊船として活動している」、「畝傍は清国海軍に撃沈された」、プラタス諸島（東沙諸島）に畝傍らしき残骸があるなど、様々な憶測が語られた。
中には「ロシア帝国海軍の軍艦と交戦して撃沈され、生存者が水先案内人としてロシア艦に監禁されていが、やっと脱走に成功した」、「ロシア海軍に鹵獲され、ロシア帝国の軍艦旗を掲げて九州に来訪している」などという噂もあった。
ジャーナリスト矢野龍渓は畝傍亡失事件にヒントを得て、1890年（明治23年）の郵便報知新聞に『浮城物語』という小説を掲載した。その『浮城物語』に影響を受けた冒険小説家押川春浪は、西南戦争を生きのびた西郷隆盛が畝傍に乗船してシベリアを冒険するという小説を発表した。雨情も『幽靈軍艦畝傍』という小説を執筆した。

## 登場作品
『宇宙一の無責任男』
吉岡平によるライトノベルシリーズ。1989年刊行の第2巻『明治一代無責任男』に登場。このシリーズでは、畝傍は神聖ラアルゴン帝国のタイムワープ実験によって7000年後の未来の宇宙空間に飛ばされてしまった。という設定になっている。
『海から来たサムライ』
矢作俊彦と司城志朗による1984年の冒険小説。明治期のアメリカに併合されるハワイを舞台としており、アメリカに拿捕され、武装を奪われた畝傍がハワイ沖に遺棄されている。武装はダイヤモンドヘッド要塞に設置されている。
『海底軍艦シリーズ』
押川春浪による1900年代の少年小説。このシリーズでは、畝傍は南海の孤島に漂着した後、そこで秘密組織「東洋団結」によって「第二うねび」「第三うねび」といった同型艦が量産されていた、という設定になっている。

『新戦艦高千穂』
平田晋作による1930年代の少年小説。本作では、畝傍は秘密裏に北極探検に向かった後に遭難したことが判明し、その結果北極に存在する「北極秘密境」が日本領土となった。という設定になっている。
『信天翁航海録』
raiL softが2010年に発売したノベルゲーム。消失した畝傍のその後を描いた作品。

『魔界都市＜新宿＞』
菊地秀行による1980年代のライトノベル。主人公である十六夜京也が訪れた新宿中央公園上空には、世界中の異次元空間とつながる「がまぐち」と呼ばれる通路があり、堆積する漂着物の山の中に畝傍も存在していた。